# Rehaset Mehari
Rehaset Mehari (* 5. März 1989 in Agertsiot) ist eine eritreische Marathonläuferin.

## Werdegang
Rehaset Mehari nahm an den Crosslauf-Weltmeisterschaften 2011 teil, wo sie den 52. Rang belegte. Bei den Olympischen Spielen 2012 belegte sie im Marathonlauf von London mit einer Zeit von 2:35:49 h den 59. Rang.